# Billingeäpple
Billingeäpple är en äppelsort vars ursprung är Sverige. Äpplet har spridits av Däldernas plantskola i Skövde. Äpplets skal är mestadels ljusgrönt, och köttet är saftigt och mycket syrligt. Typisk storlek; höjd 75mm, bredd 80mm, stjälk 20-25mm. Omkretsen är kantig med breda åsar. Äpplet har ett lökformigt kärnhus med trånga kärnrum. Fruktköttet är grönvitt, löst syrligt, saftigt. Äpplet har en ljusgul grundfärg med tegelröd täckfärg på solsidan. Stjälkhålan är trång och nästan utan rost.  Billingeäpple mognar omkring skiftet augusti–september, och håller sig därefter cirka tre veckor. Angrips ej av kräfta eller skorv. Äpplet är främst ett köksäpple. I Sverige odlas Billingeäpple gynnsammast i zon 1-4.